# Leidsebrug (Amsterdam)
De Leidsebrug of Leidsepleinbrug, brug nr. 174, is een vaste plaatbrug in Amsterdam-Centrum en voert over de Singelgracht. De brug verbindt het Leidseplein en de Marnixstraat met het Leidsebosje en de Stadhouderkade. De brug is vernoemd naar de vroegere Leidsepoort.
De landhoofden en pijlers werden gemaakt van natuursteen. De brug werd verfraaid met een aantal beeldhouwwerken van Johan Polet op de hoeken van de landhoofden en stelde twee nijlpaarden en twee leeuwenkoppen voor. Daarnaast gaat nog wat kleiner beeldhouwwerk over in de borstweringen langs de walkant. In het ontwerp werd voor het eerst een aantal houten zitelementen opgenomen in de borstweringen.
Aan de noordwestzijde van de brug staat Hotel Americain met daarvoor de Hans Snoekfontein en daar tegenover staat het Hirschgebouw. Naast de brug bevindt zich, van de brug af gezien, aan de rechterkant van het Leidsebosje een steiger voor de Canal Bus.
Tramlijn 1, 2, 5 en 12 rijden over de brug en hebben er staduitwaarts een halte. 

## Geschiedenis

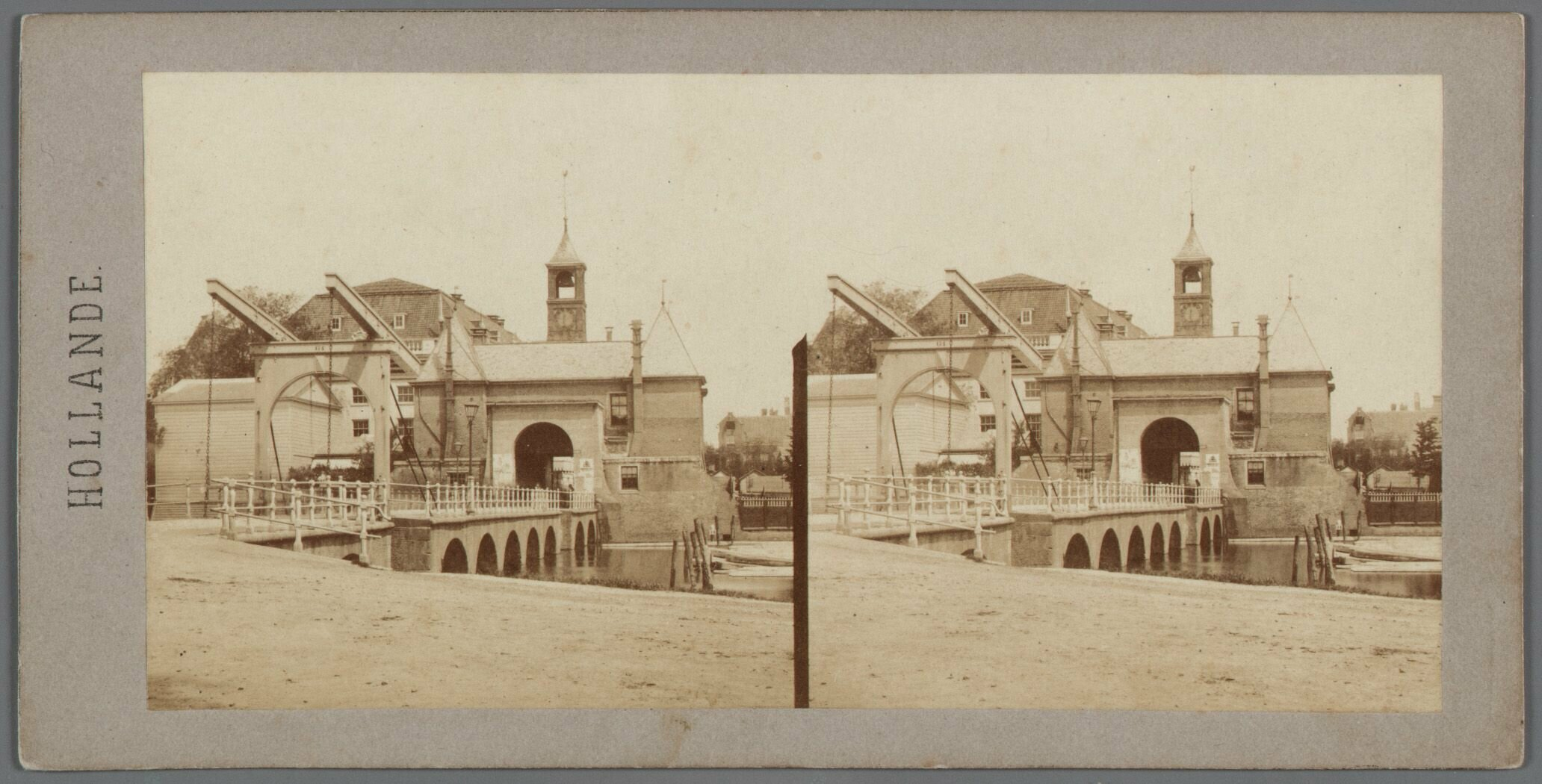
Stereofoto van Alexis Gaudin uit 1858 van de oude brug.

De brug werd in 1917 ontworpen door Piet Kramer in de stijl van de Amsterdamse school, maar werd pas tussen 1923 en 1925 gebouwd, ter vervanging van een oude stenen boogbrug die daar tot dan toe lag en ook wel de "Leidse Barrière" werd genoemd. De oude brug, waaronder zich vroeger een waterkering bevond, werd in 1903 nog versterkt en verbouwd waarbij de bestaande fundamenten werden gehandhaafd. Toch was een nieuwe brug door het toegenomen verkeer noodzakelijk. De nieuwe brug werd 10 meter breder dan de oude brug en kreeg een tweetal doorvaarten voor het scheepvaartverkeer.

### Renovatie
Sinds 2015 werd de brug, een rijksmonument, volledig gerenoveerd en behalve voor de trams voor al het verkeer tijdelijk gesloten en het verkeer werd omgeleid. Tot dan hadden de Connexxion buslijnen waaronder 170, 172 en 197 op de brug staduitwaarts een halte gelegen naast de trambaan en stadinwaarts voorbij de brug tegenover het Hirschgebouw op de trambaan wat regelmatig vertraging voor het tramverkeer veroorzaakte door het grote aantal halterende bussen. Daarnaast halteerde een groot aantal nachtbussen zowel van het GVB als van Connexxion op de brug. Na de renovatie keerde de buslijnen niet terug op de brug. Voor voetgangers en fietsers was er tijdens de renovatie een tijdelijke noodbrug naast de te renoveren brug geplaatst.